# 拉丁美洲和加勒比地区世界遗产列表
拉丁美洲和加勒比地区世界遗产列表目前包括26个位于拉丁美洲和加勒比地区的各国家的世界遗产。
在这个列表中，文代表文化遗产，自代表自然遗产，自文代表双重遗产。
国家的排列顺序参照联合国教科文组织官方的世界遗产列表 （页面存档备份，存于）中的排列顺序，基本按照国家英文／法文名称的首字母排列；某个国家的遗产项目则是按照项目被列入世界遗产名录的时间顺序来排列的（由于官方列表的排列顺序时有变化，所以与当前官方列表的排列顺序并不一定完全一致）。
说明：依照联合国教科文组织的划分 （页面存档备份，存于），世界遗产所在地区共分为五类：
- 非洲（Afrique/Africa）
- 亚洲和太平洋地区（Asie et pacifique/Asia and the Pacific）
- 阿拉伯国家（États arabes/Arab States）
- 欧洲和北美地区（Europe et Amérique du nord/Europe and North America）
- 拉丁美洲和加勒比地区（Amérique latine et Caraïbes/Latin America and the Caribbean）

本列表显示的是其中拉丁美洲和加勒比地区类别下的世界遗产。

## 阿根廷（12项）
7项文化遗产
（其中1项与巴西共有，1项与玻利维亚、智利、哥伦比亚、厄瓜多尔、秘鲁共有，1项与法国、日本、比利时、德国、瑞士、印度共有）。
- 瓜拉尼人聚居地的耶穌會傳教團（法语：Missions jésuites des Guaranis）：阿根廷的小聖伊格納西奥（英语：San Ignacio Miní）、聖安娜（英语：Nuestra Señora de Santa Ana）、羅雷托聖母（英语：Nuestra Señora de Loreto）和大聖母瑪利亞村（英语：Santa María la Mayor）遺跡、以及巴西的聖米格爾村遺跡（文，1983年，1984年）（与巴西共有）：
巴西的圣米格尔村遗迹（1983年）
阿根廷的小聖伊格納西奥、聖安娜、羅雷托聖母和大聖母瑪利亞村遺跡（1984年）
- 平图拉斯河的洛斯马诺斯岩画（文，1999年）
- 科尔多巴耶稣会牧场和街区（文，2000年）
- 塔夫拉达·德乌玛瓦卡（文，2003年）
- 印加路网（文，2014年）（与玻利维亚、智利、哥伦比亚、厄瓜多尔、秘鲁共有）
- 勒·柯布西耶的建筑作品（文，2016年，与法国、日本、比利时、德国、瑞士、印度共有）
- 海军机械学院博物馆和纪念地（英语：Navy Petty-Officers School）––曾經的秘密拘留、折磨與處決地（文，2023年）

5项自然遗产
- 冰川国家公园（自，1981年）
- 伊瓜苏国家公园（自，1984年）
- 瓦尔德斯半岛（自，1999年）
- 伊斯奇瓜拉斯托/塔拉姆佩雅自然公园（自，2000年）
- 盧斯阿萊爾塞斯國家公園（自，2017年）

## （1项）
1项自然遗产
- 伯利兹堡礁保护区（自，1996年）

## 玻利维亚（7项）
6项文化遗产
（其中1项与阿根廷、智利、哥伦比亚、厄瓜多尔、秘鲁共有）。
- 波托西城（文，1987年）
- 奇基托斯耶稣传教区（英语：Jesuit Missions of the Chiquitos）（文，1990年）
- 苏克雷历史城市（文，1991年）
- 萨迈帕塔考古遗址（文，1998年）
- 蒂亚瓦纳科：蒂亚瓦纳科文化的精神和政治中心（文，2000年）
- 印加路网（文，2014年）（与阿根廷、智利、哥伦比亚、厄瓜多尔、秘鲁共有）

1项自然遗产
- 諾爾埃普夫墨爾加多國家公園（自，2000年）

## （1项）
1项文化遗产
- 布里奇顿及其军事要塞（文，2011年）

## 巴西（25项）
15项文化遗产
（其中1项与阿根廷共有）
- 欧鲁普雷图历史名镇（文，1980年）
- 奥林达历史中心（文，1982年）
- 瓜拉尼人聚居地的耶穌會傳教團（法语：Missions jésuites des Guaranis）：阿根廷的小聖伊格納西奥（英语：San Ignacio Miní）、聖安娜（英语：Nuestra Señora de Santa Ana）、羅雷托聖母（英语：Nuestra Señora de Loreto）和大聖母瑪利亞村（英语：Santa María la Mayor）遺跡、以及巴西的聖米格爾村遺跡（文，1983年，1984年）（与阿根廷共有）：
巴西的圣米格尔村遗迹（1983年）
阿根廷的小聖伊格納西奥、聖安娜、羅雷托聖母和大聖母瑪利亞村遺跡（1984年）
- 巴伊亚州的萨尔瓦多历史中心（文，1985年）
- 孔戈尼亚斯的仁慈耶稣圣殿（文，1985年）
- 巴西利亚（文，1987年）
- 卡皮瓦拉山国家公园（文，1991年）
- 圣路易斯历史中心（文，1997年）
- 迪亚曼蒂纳镇历史中心（文，1999年）
- 戈亚斯城历史中心 （文，2001年）
- 圣克里斯托旺镇的圣弗朗西斯科广场（文，2010年）
- 里約熱內盧：山海之間的卡里奧克景觀（文，2012年）
- 潘普利亚现代建筑（文，2016年）
- 瓦隆古碼頭考古遺址（文，2017年）
- 罗伯托·布雷·马克思庄园（文，2021年）

9项自然遗产
- 伊瓜苏国家公园 （自，1986年）
- 大西洋沿岸热带雨林保护区（自，1999年）
- 大西洋东南热带雨林保护区（自，1999年）
- 亚马逊河中心综合保护区（自，2000年，2003年）
- 潘塔纳尔保护区（自，2000年）
- 巴西的大西洋群岛：费尔南多·迪诺罗尼亚群岛和罗卡斯环礁保护区（自，2001年）
- 塞拉多保护区：查帕達·多斯·維阿迪羅斯和埃马斯国家公园（自，2001年）
- 伦索伊斯-马拉年塞斯国家公园（自，2024年）
- 佩鲁瓦苏洞国家公园（自，2025年）

1项双重遗产
- 帕拉蒂和格兰德岛——文化与生物多样性（自文，2019年）

## 智利（7项）
7项文化遗产
（其中1项与阿根廷、玻利维亚、哥伦比亚、厄瓜多尔、秘鲁共有）。
- 拉帕努伊国家公园（文，1995年）
- 奇洛埃的教堂群（文，2000年）
- 瓦尔帕莱索的港口城市的历史区（文，2003年）
- 亨伯斯通和圣劳拉硝石采石场（文，2005年）
- 塞维尔矿业城镇（文，2006年）
- 印加路网（文，2014年）（与阿根廷、玻利维亚、哥伦比亚、厄瓜多尔、秘鲁共有）
- 阿里卡和帕里纳科塔地区的新克罗文化聚落及木乃伊制作（文，2021年）

## 哥伦比亚（9项）
6项文化遗产
（其中1项与阿根廷、玻利维亚、智利、厄瓜多尔、秘鲁共有）。
- 卡塔赫纳的港口、要塞群和古迹群组（文，1984年）
- 圣克鲁斯德蒙波斯历史中心（文，1995年）
- 铁拉登特罗国家考古公园（英语：Tierradentro）（文，1995年）
- 圣阿古斯丁考古公园（文，1995年）
- 哥倫比亞咖啡文化景觀（文，2011年）
- 印加路网（文，2014年）（与阿根廷、玻利维亚、智利、厄瓜多尔、秘鲁共有）

2项自然遗产
- 洛斯卡蒂奥斯国家公园（自，1994年）
- 马尔佩洛岛动植物保护区（自，2006年）

1项双重遗产
- 奇里比克特国家公园，“美洲豹的居所”（自文，2018年）

## （4项）
1项文化遗产
- 迪奎斯三角洲石球以及前哥伦比亚人酋长居住地（文，2014年）

3项自然遗产
（其中1项与巴拿马共有）
- 塔拉曼卡山脉-拉阿米斯塔德保护区/拉阿米斯塔德国家公园（自，1983年，1990年，与巴拿马共有）：哥斯达黎加的塔拉曼卡山脉-拉阿米斯塔德保护区（1983年）-巴拿马的拉阿米斯塔德国家公园（1990年）
- 科科岛国家公园（自，1997年，2002年）
- 瓜纳卡斯特自然保护区（自，1999年，2004年）

## 古巴（9项）
7项文化遗产
- 哈瓦那旧城及其工事体系（文，1982年）
- 特立尼达和洛斯因赫尼奥斯山谷（文，1988年）
- 古巴圣地亚哥的圣佩德罗德拉罗卡堡（文，1997年）
- 比尼亚莱斯山谷（文，1999年）
- 古巴东南第一个咖啡种植园考古风景区（文，2000年）
- 西恩富戈斯古城（文，2005年）
- 卡玛圭历史中心（文，2008年）

2项自然遗产
- 格朗玛的德桑巴尔科国家公园（自，1999年）
- 阿里杰罗德胡波尔德国家公园（自，2001年）

## 多米尼克（1项）
1项自然遗产
- 毛恩特鲁瓦皮顿山国家公园（自，1997年）

## （1项）
1项文化遗产
- 圣多明各殖民城市（文，1990年）

## （5项）
3项文化遗产
（其中1项与阿根廷、玻利维亚、智利、哥伦比亚、秘鲁共有）。
- 基多旧城（文，1978年）
- 昆卡的四条河的圣阿娜历史中心（文，1999年）
- 印加路网（文，2014年）（与阿根廷、玻利维亚、智利、哥伦比亚、秘鲁共有）

2项自然遗产
- 加拉帕戈斯群岛（自，1978年，2001年）
- 桑盖国家公园（自，1983年）

## 薩爾瓦多（1项）
1项文化遗产
- 霍亚－德赛伦考古遗址（文，1993年）

## （4项）
3项文化遗产
- 安提瓜危地马拉（文，1979年）
- 基里瓜考古公园和遗址（文，1981年）
- 阿巴赫·塔卡利克（文，2023年）

1项双重遗产
- 蒂卡尔国家公园（自文，1979年）

## 海地（1项）
1项文化遗产
- 国家历史公园：城堡、圣苏西宫、拉米尔斯堡垒（西班牙语：Ramiers） （文，1982年）

## （2项）
1项文化遗产
- 科潘玛雅古迹遗址（文，1980年）

1项自然遗产
- 雷奥普拉塔诺生物圈保留地（自，1982年）

## 牙买加（2项）
1项文化遗产
- 17世纪皇家港考古遗址群（文，2025年）

1项双重遗产
- 蓝山-约翰·克罗山脉国家公园（自文，2015年）

## 墨西哥（36项）
28项文化遗产
- 墨西哥城歷史中心和索奇米尔科（文，1987年）
- 瓦哈卡历史中心和阿尔班山考古遗址（文，1987年）
- 普埃布拉历史中心（文，1987年）
- 帕伦克的前西班牙城和国家公园（文，1987年）
- 特奥蒂瓦坎的前西班牙城（文，1987年）
- 瓜纳华托的历史城镇和临近矿山（文，1988年）
- 奇琴伊察的前西班牙城（文，1988年）
- 莫雷利亚历史中心（文，1991年）
- 埃尔塔欣，前西班牙城（文，1992年）
- 萨卡特卡斯历史中心（文，1993年）
- 圣弗兰西斯科山脉岩画（英语：Rock Paintings of the Sierra de San Francisco）（文，1993年）
- 波波卡特佩特爾山坡上的16世紀初期修道院（英语：Monasteries on the slopes of Popocatépetl）（文，1994年，2021年扩展）
- 克雷塔罗的历史古迹区（文，1996年）
- 乌斯马尔的前西班牙镇（文，1996年）
- 瓜达拉哈拉的卡瓦尼亚斯救济所（英语：Hospicio_Cabañas）（文，1997年）
- 大卡萨斯的帕魁姆考古区（西班牙语：Paquimé）（文，1998年）
- 塔拉科塔潘历史遗迹区（英语：Tlacotalpan）（文，1998年）
- 霍奇卡尔科考古古迹区（文，1999年）
- 坎佩切的设防镇（文，1999年）
- 克雷塔罗州的谢拉戈达的方济会传教区（文，2003年）
- 路易斯·巴拉甘住宅和工作室（文，2004年）
- 特基拉的龙舌兰景观和古代工业設施（文，2006年）
- 墨西哥国立自治大学的大学城中心校园（文，2007年）
- 圣米格尔-德阿连德的防卫镇和阿托托尼尔科的纳匝肋人耶稣的圣地（文，2008年）
- 内陆王家之道（文，2010年）
- 中央瓦哈卡谷的亚古尔和米特拉史前洞穴（文，2010年）
- 腾布里克神父水道桥（文，2015年）
- 特瓦坎·奎卡特兰山谷：中部美洲的原始栖息地（自文，2018年）

6项自然遗产
- 錫安卡恩（自，1987年）
- 埃尔比斯开诺鲸鱼禁渔区（英语：Whale Sanctuary of El Vizcaino） （自，1993年）
- 加利福尼亚湾的群岛和受保护的区域（自，2005年）
- 莫那其蝴蝶生物圈保护区（自，2008年）
- 厄尔比那喀提和德阿尔塔大沙漠生物圈保护区 （自，2013年）
- 雷維利亞希赫多群島（自，2016年）

2项双重遗产
- 坎佩切州的卡拉克穆尔古玛雅城与热带森林保护区（（自文，2002年，2014年）
- 通往圣地维里库塔（英语：Wirikuta）的惠乔尔人（英语：Huichol）巡禮之路（英语：Huichol Route to Huiricuta）（祖父火之路）（自文，2025年）

## 尼加拉瓜（2项）
2项文化遗产
- 莱昂古城遗址（文，2000年）
- 莱昂大教堂（文，2011年）

## 巴拿马（6项）
3项文化遗产
- 巴拿马的加勒比海沿岸的防御工事：波托韦洛—圣洛伦索（英语：Fort San Lorenzo）（文，1980年）
- 巴拿马城考古遗址及巴拿马城历史名区（英语：Casco Viejo, Panama）（文，1997年，2003年）
- 巴拿马殖民时期的跨地峡道路（文，2025年）

3项自然遗产
（其中1项与哥斯达黎加共有）
- 达连国家公园（自，1981年）
- 塔拉曼卡山脉-拉阿米斯塔德保护区/拉阿米斯塔德国家公园（自，1983年，1990年，与哥斯达黎加共有）
- 科伊瓦国家公园及其海洋保护特别区（自，2005年）

## 巴拉圭（1项）
1项文化遗产
- 塔瓦兰格的耶稣和巴拉那的桑蒂西莫－特立尼达耶稣会传教区（文，1993年）

## 秘魯（13项）
9项文化遗产
（其中1项与阿根廷、玻利维亚、智利、哥伦比亚、厄瓜多尔共有）。
- 库斯科古城（文，1983年）
- 夏文考古遗址（文，1985年）
- 昌昌考古区（文，1986年）
- 利马历史中心（文，1988年，1991年）
- 纳斯卡和朱马纳草原的线条图（文，1994年）
- 阿雷基帕城历史中心（文，2000年）
- 卡拉尔-苏佩圣城（文，2009年）
- 印加路网（文，2014年）（与阿根廷、玻利维亚、智利、哥伦比亚、厄瓜多尔共有）
- 长基罗天文古建遗址群（文，2021年）

2项自然遗产
- 瓦斯卡兰国家公园（自，1985年）
- 马努国家公园（自，1987年）

2项双重遗产
- 马丘比丘古神庙（自文，1983年）
- 阿比塞奥河国家公园（自文，1990年，1992年）

## 圣基茨和尼维斯（1项）
1项文化遗产
- 硫磺山要塞国家公园（文，1999年）

## 圣卢西亚（1项）
1项自然遗产
- 皮通山保护区（自，2004年）

## 苏里南（2项）
1项文化遗产
- 帕拉马里博历史内城（文，2002年）

1项自然遗产
- 苏里南中心自然保护区（自，2000年）

## 乌拉圭（3项）
3项文化遗产
- 萨拉门多移民镇的历史区（文，1995年）
- 弗賴本托斯文化工業景觀（文，2015年）
- 工程师埃拉蒂奥·迪埃斯特的作品：阿特兰蒂达教堂（文，2021年）

## 委內瑞拉（3项）
2项文化遗产
- 科罗及其港口（文，1993年）
- 加拉加斯大学城（文，2000年）

1项自然遗产
- 卡奈马国家公园（自，1994年）